# 石家庄正定国际机场
石家庄正定国际机场是一个位于中国河北省石家庄市正定县、新乐市和藁城区交界处的民用机场，由河北机场管理集团有限公司管理，为国内干线机场，有一条长3400米的跑道和一条平行滑行道，净空条件优良，可满足波音747、波音767、空客A340等各型飞机全载起降要求；机场飞行区等级为4E，有2个航站楼，是北京首都国际机场的主要备降分流机场。石家庄正定国际机场位于冀中南城市圈的中心、首都经济圈的重要一环，可轉乘京广高速铁路正定机场站，2014年10月10日T2航站楼投入使用后，石家庄机场年旅客吞吐能力将达到2000万人次，货邮吞吐能力达到25万吨。

## 机场概况
石家庄正定国际机场在最近几年内发展很迅速，是中国首个航空大众化试点机场。2012年，国内外低成本航空公司在石家庄机场客运市场的份额已经接近27%，与全球低成本航空的市场占有率相近。随着民航大众化战略的不断推进和民航局对低成本航空公司发展的支持，普通百姓将切实享受到民航发展带来的便捷与实惠。 
2009年，石家庄正定国际机场共安全保障航班32481架次；实现旅客吞吐量132万人次，中国大陆排名第47位，是中国河北省首个旅客吞吐量突破100万人次的机场；货邮吞吐量18672吨，中国大陆排名第38位。2010年10月5日，年内旅客吞吐量突破了200万人次。截至2013年12月24日，石家庄机场年客流量突破500万人次，达到500.02万，跨入全国大型运输机场行列。
石家庄正定国际机场还是经国家民航局批准、在中国大陆为数不多的可起降世界上最大的飞机安-225的机场。2013年11月29日8时，世界最大货机——安225从乌克兰基辅飞抵石家庄国际机场，装运由中国北车集团唐山轨道客车有限责任公司生产的两辆“祥龙号”城市有轨电车，于30日凌晨4时启运飞往土耳其伊斯坦布尔。承担此次空运任务的是乌克兰安东诺夫航空科研联合体研制的世界上最大的6发涡扇重型运输机——安225，是其第七次在石家庄机场起降。安225第一次抵达中国大陆于2006年9月30日降落于石家庄机场。但2015年12月14日，由于正定机场受雾霾影响能见度低，原定从莱比锡飞往石家庄的安-225备降天津滨海国际机场。2020年，由于石家庄受雾霾影响，运输个人防护物资的安-225运输机降落在了天津滨海国际机场。
2020年3月，新型冠状病毒肺炎疫情缓和后，在防控境外输入型病例期间，为缓解北京防疫压力，进入北京的部分国际航班将分流至石家庄机场、天津机场等多地机场。
石家庄正定国际机场是北京泛美国际航空学校的第一个飞行训练基地，另两个为邯郸机场以及包头机场。
正在筹建的大众航空公司也已决定落户石家庄正定机场，国家重点科研项目——中科院航空遥感飞行基地准备选址石家庄正定机场。

## 機場短期停航事件
2021年1月，為配合石家莊封城，該機場曾一度沒有任何載客航班升降，以阻止民眾於疫情舒緩前進出石家莊。3月26日，开始有序恢复。
2023年2月16日上午，由于有空域用户占领，石家庄机场實施临时空中管制，中午前后部分航班起降不正常。截至下午3點半，机场航班起降恢复正常。最後，民航华北地区管理局值班工作人员通報指他們於機場附近發現一个气球。

## 机场设施

### 航站楼
1号航站楼由1993年修建的老航站楼和2008年扩建部分组成，面积5.5万多平方米，可满足年旅客吞吐能力500万人次需要。2013年石家庄机场完成旅客吞吐量511万人次，达到了设计容量。截止至2024年9月30日，1号航站楼负责运营国际及港澳台航线航班。
2号航站楼建筑面积15.4万平方米，已于2014年10月10日投入使用，分为主楼、指廊、卫星厅三段，主楼宽438米，纵轴长513米，采用进出港旅客分层分流形式。主体建筑为二层半，一层及夹层为旅客进港服务区域，二层为旅客出港服务区域。航站楼共设有廊桥18部（2017年11月23日增至19部），值机柜台67个，自助值机柜台10个，大件行李柜台1个，登机口29个，中转柜台6个，安检通道23个，安检双通道X光机32台。扩建飞行区新建机坪停机位32个，其中近机位27个、远机位5个；新建货运机坪机位7个；新建货运站、货库面积近2万平方米。2号航站楼可满足年旅客吞吐能力1500万人次需要，高峰小时旅客保障能力达到4600人次。截止至2024年9月30日，2号航站楼负责运营国内航线航班。

### 空中交通服务通信设施通信频率
D-ATIS：127.85MHz
塔台管制：118.35MHz
地面管制：121.6MHz
放行频率：121.725MHz

## 航点

### 境內航線
| 航空公司           | 目的地 |
| ------------------ | --- |
| 河北航空（NS）     | 上海/浦东、上海/虹桥、广州、深圳、成都/天府、重庆、贵阳、海口、杭州、合肥、昆明、南昌、南京、西安、福州、长沙、南宁、乌鲁木齐、承德、大连、桂林、济宁、连云港、牡丹江、南通、秦皇岛、三亚、厦门、张家口、遵义、宁波、溫州、青岛、泉州、绵阳、北海（經停长沙）、汕頭、湛江、瓊海/博鰲 |
| 春秋航空（9C）     | 上海/虹桥、广州、深圳、成都/天府、重庆、哈尔滨、杭州、呼和浩特、昆明、兰州、南宁、沈阳、乌鲁木齐、合肥、福州、北海（經停合肥）、淮安、绵阳、宁波、三亚、厦门、扬州、张家口、长春、徐州、溫州、鹽城、湛江、承德、包头、贵阳（經停广元）                                               |
| 海南航空（HU）     | 广州、海口、杭州、长春、合肥、南昌、兰州、呼和浩特、包头、承德、三亚、铜仁、宜昌、营口、张家口、厦门 |
| 首都航空（JD）     | 哈尔滨、海口、杭州、呼和浩特、南京、沈阳、西安、长春、三亚、张家口、丽江、錫林浩特 |
| 中国联合航空（KN） | 上海/浦东、上海/虹桥、海口、鄂尔多斯、佛山、珠海、三亚、延吉、榆林、包头、温州 |
| 山东航空（SC）     | 重庆、哈尔滨、海口、乌鲁木齐、烟台、大连 |
| 四川航空（3U）     | 成都/天府、重庆、哈尔滨、沈阳、昆明 |
| 中国国际航空（CA） | 成都/天府、银川、大连、大理 |
| 中国南方航空（CZ） | 广州、乌鲁木齐、大连 |
| 中国东方航空（MU） | 南京、兰州 |
| 长龙航空（GJ）     | 杭州、兰州、乌海 |
| 东海航空（DZ）     | 南京、南昌、珠海 |
| 西藏航空（TV）     | 成都/双流、重庆、林芝 |
| 祥鵬航空（8L）     | 昆明、哈尔滨 |
| 长安航空（9H）     | 沈阳、西安 |
| 北部湾航空（GX）   | 南宁、十堰 |
| 華夏航空（G5）     | 西宁、大连 |
| 多彩贵州航空（GY） | 贵阳、凯里 |
| 幸福航空（JR）     | 天津、榆林 |
| 西部航空（PN）     | 重庆、汕頭 |
| 深圳航空（ZH）     | 深圳 |
| 成都航空（EU）     | 长春 |

### 港澳台/國際航線
| 航空公司       | 目的地                          |
| -------------- | ------------------------------- |
| 春秋航空（9C） | 东京/成田、首爾/仁川、曼谷/廊曼 |
| 河北航空（NS） | 香港、大阪/關西                 |

## 统计
请参阅源Wikidata查询.

## 交通
石家庄市区及周边城市有民航大巴可通往正定机场。
京广高速铁路在机场东南侧3公里处设正定机场站，于2012年12月26日开通。有免费接驳大巴往来于正定机场候机楼和正定机场站间。

### 市区班车
石家庄国际机场市区旅客班车参照“公交化”模式运行，实行市区和机场间循环运行，票价为20元/人。目前市内开通了驶往桥东，桥西和南部城区三条循环线路的旅客班车。
机场—石家庄市区旅客班车运行路线、运行时间及班次
- 桥东旅客班车：民航大酒店→裕华高速口→石家庄机场
- 桥西旅客班车：金圆大厦（中华大街）→富驿时尚酒店（中华大街与市庄路交叉口）→石家庄机场
- 南部城区机场大巴：火车站—恒大名都（塔南路与翟营大街交叉口）—万达洲际酒店（万达洲际酒店门口）-机场。

### 高铁
高铁正定机场站——石家庄机场候机楼
旅客班车（摆渡车）运营临时时刻表
| 运行区间             | 发车时间 |
| -------------------- | --- |
| 机场——高铁正定机场站 | 07:00 10:00 11:00 12:00 14:00 15:00 16:00 18:00 19:00 20:00 22:00                                               |
| 高铁正定机场站——机场 | 跟随列车到达时刻，有列车到达就有班车发往机场候机楼。                                                            |
| 备注                 | 如有变动，请以实际发车时间为准，也可拨打高铁候机楼问询柜台电话0311-88205069进行咨询（工作时间： 07:10-19:10）。 |

### 周边城市班车
机场乘车地点均为：石家庄机场一楼进港大厅门口
- 保定直通车
- 衡水直通车
- 邢台直通车
- 邯郸直通车
- 沧州直通车
- 定州直通车
- 白沟至石家庄机场
- 高阳直通车
- 安国直通车
- 辛集直通车
- 安平直通车
- 深州直通车

### 停车场
石家庄机场现开放900个停车位，可满足节假日高峰时期旅客出行需求。根据河北省物价局冀价经费[2009]21号文件规定，小型车（15座或5吨以下车辆），1小时以内5元/辆次，超过1小时，每小时加收2元（不足1小时按1小时），大中型车：1小时以内6元/辆次，超过1小时，每小时加收3元（不足1小时按1小时）。